# El poder dels diners
El poder dels diners (originalment en anglès, Paranoia) és una pel·lícula de thriller estatunidenca de 2013 dirigida per Robert Luketic. Barry L. Levy i Jason Hall van escriure'n el guió, que està basat lliurement en la novel·la homònima del 2004 de Joseph Finder. És protagonitzada per Liam Hemsworth, Gary Oldman, Amber Heard i Harrison Ford. El rodatge principal va començar a Filadèlfia el juliol de 2012, i es va tornar a rodar a finals de novembre de 2012. El primer tràiler es va publicar el 6 de juny de 2013. La cinta es va estrenar el 16 d'agost de 2013 i va ser un fracàs de taquilla, tot recaptant 16 milions de dòlars amb un pressupost de 35 milions. Va ser descrit com a "clixé i poc original" per l'agregador de ressenyes Rotten Tomatoes, on té una puntuació d'aprovació del 7%. Es va doblar en català.

## Repartiment
- Liam Hemsworth com a Adam Cassidy
- Gary Oldman com a Nicholas Wyatt
- Amber Heard com a Emma Jennings
- Harrison Ford com a Augustine "Jock" Goddard
- Lucas Till com a Kevin
- Embeth Davidtz com a la Dra. Judith Bolton
- Julian McMahon com a Miles Meechum
- Josh Holloway com a l'agent de l'FBI Gamble
- Richard Dreyfuss com a Frank Cassidy
- Angela Sarafyan com a Allison
- Nickson Ruto com a Fala
- William Peltz com a Morgan
- Kevin Kilner com a Tom Lundgren
- Christine Marzano com a Nora Sommers
- Charlie Hofheimer com a Richard McAllister